# Étayage (psychanalyse)
Pour l’article homonyme, voir Étayage.
L'étayage (allemand : Anlehnung, anglais : Anaclisis)  est une notion introduite par Sigmund Freud en psychanalyse pour décrire comment chez l'enfant, les  pulsions sexuelles « s'étayent » à l'origine sur les pulsions d'autoconservation pour ensuite s'en détacher et devenir indépendantes. 

## Définition
Le substantif féminin allemand Anlehnung est formé sur le verbe sich anlehnen : « prendre appui sur », « s'étayer ». Freud recourt souvent à ce terme au cours de son œuvre, surtout avant 1920. Pour Jean Laplanche, aucun écrit important n'a toutefois thématisé la notion restée latente dans l'œuvre de Freud jusqu'aux années 1960, quand le Vocabulaire de la psychanalyse (1967) y consacre un article. Cette négligence serait due en grande partie au fait que la Standard Edition ne lui a pas donné une traduction unifiée, « lui préférant le mot artificiel d' “anaclisis” ».
En 1967, Jean Laplanche et Jean-Bertrand Pontalis définissent la notion d'étayage comme « la relation primitive des pulsions sexuelles aux pulsions d'auto-conservation ». 
Dans les Trois essais sur la théorie sexuelle (1905), où il élabore sa première théorie des pulsions, Freud décrit « la relation étroite qui existe entre la pulsion sexuelle et certaines grandes fonctions corporelles », et comment cette relation se manifeste particulièrement dans l'activité orale du nourrisson, dans le plaisir que celui-ci prend à la succion du sein. Il écrit : « ... la satisfaction de la zone érogène était au début étroitement associée à la satisfaction du besoin de nourriture ».
Selon Laplanche, il arrive que la fonction d'autoconservation propose son propre objet à la pulsion sexuelle, ce que Freud appelle « choix d'objet par étayage ».

## Processus
Au cours de la satisfaction organique du besoin nutritif chez le nourrisson, et alors même que celle-ci a été atteinte, apparaît le besoin de répéter  l'activité de succion, « en train de devenir pulsionnel sur un mode autonome ». 
Un tel processus se répète pour les autres fonctions corporelles auxquelles correspondent des pulsions d'auto-conservation, et c'est ainsi que se constituent des zones érogènes correspondantes, anale, génitale etc.. Ces zones particulières comme les organes génitaux, la bouche et l'anus « sont le lieu de pulsions spécifiques nommées “pulsions partielles” ».
La pulsion sexuelle va quitter l'objet extérieur pour fonctionner sur le mode auto-érotique. Les pulsions sexuelles « tendent à se désintriquer des pulsions d'autoconservation ».
La notion d'étayage interviendra par la suite dans le « choix d'objet ». Élisabeth Roudinesco et Michel Plon précisent que Freud en met le modèle original en place dans la dernière partie de ses Trois essais sur la théorie sexuelle .

## Choix d'objet par étayage
En 1914, dans Pour introduire le narcissisme, Freud distingue deux types de choix d'objet à la suite de sa modification de sa conception du dualisme pulsionnel : le premier type de choix d'objet, qui s'appelle , « choix d'objet par étayage »,  est celui, non modifié, décrit dans les Trois essais de 1905. Il s'effectue sur le « modèle de l'étayage de la pulsion sexuelle », Freud écrit qu'« il continue à se révéler dans le fait que les personnes qui ont affaire avec l'alimentation, les soins, la protection de l'enfant deviennent les premiers objets sexuels ». Le second type de choix d'objet, dit « choix d'objet narcissique », ne s'effectue pas   sur le mode de recherche d'une relation avec un objet extérieur, « mais sur celui de la relation de l'individu à lui-même ».